# Brušane
Brušane su naselje u Republici Hrvatskoj, u sastavu Grada Gospića, Ličko-senjska županija. 

## Povijest
U blizini Brušana se nalazi paleontološki spomenik prirode Velnačka glavica.
Knez ražanački Jerko Rukavina zajedno je s knezom vinjeračkim Dujmom Kovačevićem poveo 1683. Hrvate iz skupine Bunjevaca u Bag (današnji Karlobag). Nekoliko godina poslije, 1686. poveli su svoje Bunjevce u Liku. Put kojim su poveli svoj narod bio je preko prijevoja Baških vrata, a smjestili su se u četirima selima: Brušanama, Trnovcu, Smiljanu i Bužimu.
Lički ustanak zbio se u noći 6. – 7. rujna 1932. Bio je izvršen napad na žandarmerijsku stanicu u Brušanima.

## Stanovništvo
Prema popisu iz 2011. naselje je imalo 134 stanovnika.
Prema popisu stanovništva iz 2001. godine, naselje je imalo 162 stanovnika te 60 obiteljskih kućanstava.
| broj stanovnika | 589   | 703   | 638   | 712   | 736   | 700   | 618   | 603   | 399   | 383   | 310   | 269   | 220   | 177   | 162   | 134   | 126   |
|                 | 1857. | 1869. | 1880. | 1890. | 1900. | 1910. | 1921. | 1931. | 1948. | 1953. | 1961. | 1971. | 1981. | 1991. | 2001. | 2011. | 2021. |

## Poznate osobe
- Ive Mažuran - hrvatski povjesničar